# Tropidoscinis luderwaldti
Tropidoscinis luderwaldti är en tvåvingeart som beskrevs av Günther Enderlein 1911. Tropidoscinis luderwaldti ingår i släktet Tropidoscinis och familjen fritflugor. Inga underarter finns listade i Catalogue of Life.